# Harmony Company

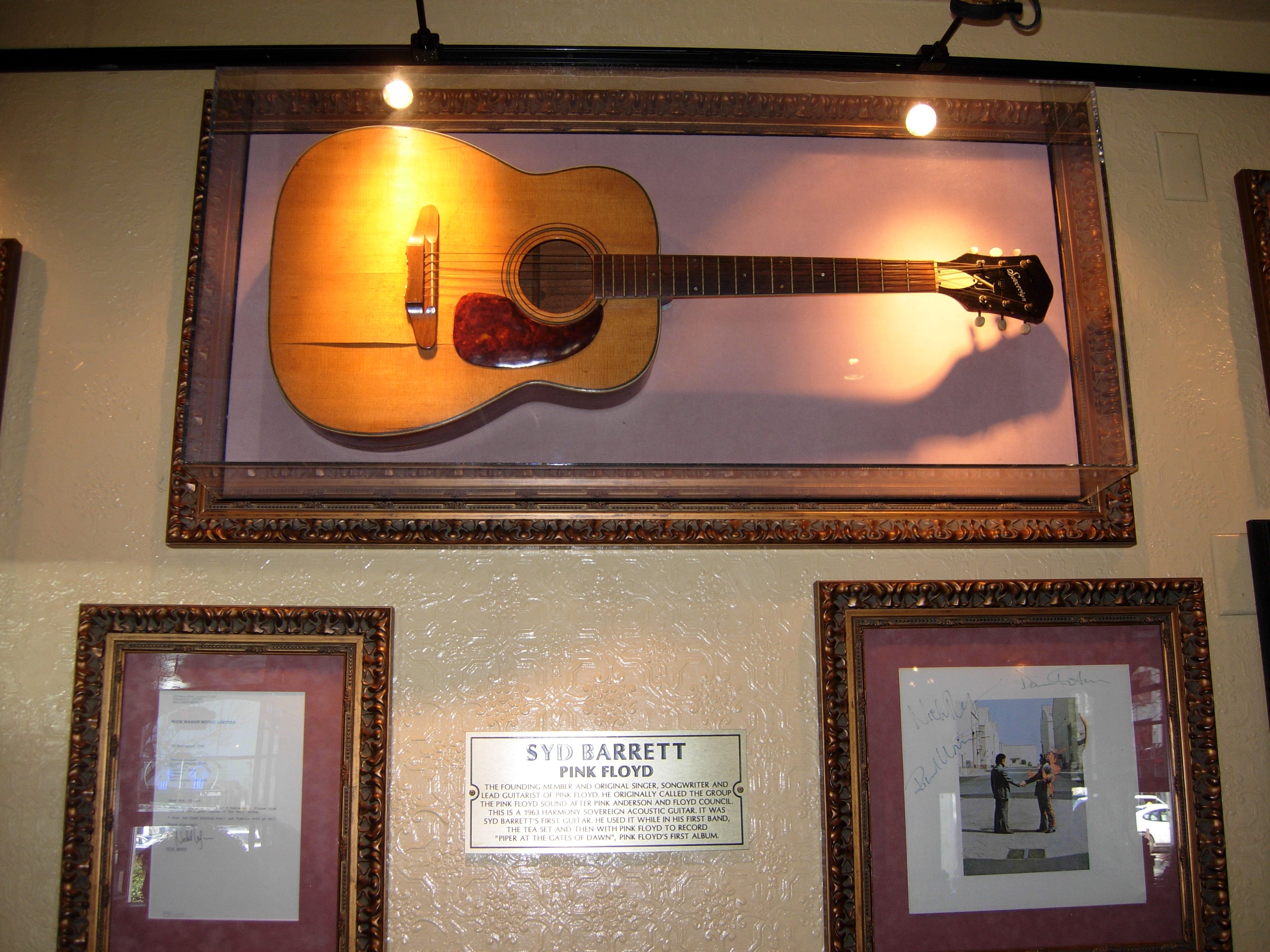
La chitarra di Syd Barrett, una Harmony Sovereign del 1963, usata dal chitarrista all'epoca della registrazione del primo album dei Pink Floyd

Harmony Compony è stata una azienda statunitense di strumenti musicali, fondata a Chicago nel 1892. Fino agli anni sessanta è stata uno dei maggiori costruttori di chitarre, in particolare nella fascia economica e di medio prezzo. L'azienda ha interrotto la sua attività nel 1975 e nel 2018 il marchio Harmony è stato rilanciato dalla società di Singapore BandLab Technologies per la produzione di chitarre elettriche e amplificatori.